# Monocelis parvula
Monocelis parvula är en plattmaskart som beskrevs av Curini-Galletti och Mura 1998. Monocelis parvula ingår i släktet Monocelis och familjen Monocelididae. Inga underarter finns listade i Catalogue of Life.